# Partido del Poder del Pueblo
El Partido del Poder del Pueblo (PPP) fue un partido político de Tailandia que se fundó el 20 de julio de 2007 por miembros del Thai Rak Thai, ilegalizado por el Tribunal Supremo a instancias de la Junta Militar golpista formada tras el golpe de Estado de 2006. Su líder fue Samak Sundaravej, que se incorporó a la nueva formación y fue elegido su líder de cara a las elecciones generales de diciembre de 2007. El PPP obtuvo la victoria en dichas elecciones con 232 de 480 escaños de la Cámara de Representantes.
Agrupación Sociedad Patriótica 
Sundarajev abandonó el cargo de primer ministro y el de líder del PPP tras condenarlo el Tribunal Constitucional por presentar un programa de cocina, en medio de una grave crisis.
La Comisión Electoral propuso a finales de agosto al Tribunal Constitucional la ilegalización de la formación por considerar que estuvo vinculada a la compra de votos durante las elecciones de 2007. El Tribunal, en sentencia del 2 de diciembre, disolvió el partido e inhabilitó a su líder y primer ministro en ese momento, Somchai Wongsawat, que había sustituido a Samak Sundaravej durante la crisis política del país. También fueron disueltos el Chart Thai y Matchimathipatai.
El Phak Pheu Thai, formado por antiguos dirigentes del PPP, fue su sucesor.